# Alfred Gramsch
Alfred Gramsch (* 26. Oktober 1894 in Berlin; † 15. September 1988 in Oldenburg) war ein deutscher Pädagoge, Verwaltungsbeamter und Politiker (CDU).

## Leben und Beruf
Gramsch absolvierte nach der Teilnahme am Ersten Weltkrieg ein pädagogisches Hochschulstudium in Berlin und Marburg mit den Fächern Deutsch, Geschichte und Geographie, das er mit der Promotion zum Dr. phil. abschloss. Nach dem Studium war er als Studienrat in Marburg tätig. 1931 übernahm er das Amt eines Oberstudiendirektors in Wilhelmshaven. 1936 wurde er aus dem Amt entlassen und war bis zum Einzug in den Kriegsdienst als Privatlehrer tätig. 1945 wurde er als Ministerialrat in das Ministerium des Landes Oldenburg berufen, er war hier tätig beim Wiederaufbau des höheren Schulwesens und der Pädagogischen Hochschule. Seit 1955 leitete er die Abteilung Kirchen und Schulen beim Oldenburgischen Verwaltungspräsidenten. 

## Politik
Gramsch schloss sich 1918 der DNVP an. Kommunalpolitisch tätig war er zuerst als Senator in Marburg und als Ratsherr und Vorsitzender der Deutschnationalen in Wilhelmshaven. Nach dem Zweiten Weltkrieg trat er in die CDU ein. 1963 war er Mitbegründer des Evangelischen Arbeitskreises (EAK) in Oldenburg, dem er bis 1976 vorstand, Mitglied des Kirchenvorstandes und der Landessynode. Er war Vorsitzender des Bezirksverbandes Oldenburg der Kriegsgräberfürsorge sowie Vorsitzender des oldenburgischen Jugenderholungswerkes in Wangerooge.
Er war Mitglied des Niedersächsischen Landtages der 4. und 5. Wahlperiode vom 6. Mai 1959 bis 5. Juni 1967.

## Werke
- Gramsch, Alfred: Goethes Faust: Einführung und Deutung.  Westermann, Braunschweig 1949

## Quelle
- Barbara Simon: Abgeordnete in Niedersachsen 1946–1994. Biographisches Handbuch. Hrsg. vom Präsidenten des Niedersächsischen Landtages. Niedersächsischer Landtag, Hannover 1996, S. 121–122.

| Personendaten    | Personendaten                                                   |
| ---------------- | --------------------------------------------------------------- |
| NAME             | Gramsch, Alfred                                                 |
| KURZBESCHREIBUNG | deutscher Pädagoge, Verwaltungsbeamter und Politiker (CDU), MdL |
| GEBURTSDATUM     | 26. Oktober 1894                                                |
| GEBURTSORT       | Berlin                                                          |
| STERBEDATUM      | 15. September 1988                                              |
| STERBEORT        | Oldenburg                                                       |